# Christian Mortensen (arkitekt)
Christian Mortensen, född 3 november 1839 i Hörups socken, död 28 oktober 1916 i Malmö, var en svensk byggmästare och arkitekt.
Mortensen var lärling i byggnadssnickeri- och timrareyrket omkring 1855–1860 och gesäll i Köpenhamn 1860–1861. Han var anställd som arbetsförman och ritbiträde i Malmö från 1861 och erhöll byggmästartillstånd 1866. Han var verksam som byggmästare och arkitekt 1866–1902, huvudsakligen i Malmö, men även i Trelleborg, Lund, Landskrona, Kävlinge med flera orter. Han var ledamot av Malmö stads byggnadsnämnd 1870–1886 och en av initiativtagarna till bildandet av Malmö Byggmästareförening 1888, ordförande 1888-1904. Han ritade bland annat tre trevånings bostadshus i kvarteret Altona vid Södra Promenaden i Malmö 1875–1876 och en trevåningsbyggnad i hörnet Gustav Adolfs torg/Södergatan i Malmö 1879–1880.